# Johan Östberg (1849–1923)
Johan Östberg, född 6 juli 1849 i Mogata församling, Östergötlands län, död 21 maj 1923 i Hjorteds församling, Kalmar län, var en svensk präst.

## Biografi
Johan Östberg föddes 1849 i Mogata församling. Han var son till kyrkoherden Jakob Östberg i Hjorteds församling och Eva Karolina Åström. Östberg blev höstterminen 1868 student vid Uppsala universitet och prästvigdes 25 januari 1875. Han var från 1 januari 1874 till 1 maj 1886 föreståndare för Dövstumsinstitutet. Östberg avlade 23 maj 1879 pastoralexamen och blev 1885 kyrkoherde i Hjorteds församling. Han blev 1889 inspektor för dövstumskolorna i Sverige och var från 1889 till 1897 vikarierande kontraktsprost i Södra Tjusts kontrakt. Östberg blev 28 juli 1915 ordinarie kontraktsprost.

### Familj
Östberg gifte sig första gången 12 juli 1876 med Ida Kristina Bernhardina Lindqvist (1843–1904), dotter till byggmästaren Johan Olof Lindqvist i Filipstad och Maria Katarina Karlsson. De fick tillsammans barnen postexpeditören David Johannes Östberg (1877–1907), Martin Östberg (1878–1878) och Daniel Östberg (1879–1879). Han gifte sig andra gången 5 december 1907 med Hedvig Vilhelminga Norrman (född 1866), dotter till lantbrukaren Karl Axel Hjalmar Norrman i Kuddby församling och Hedda Vilhelmina Luthander.